# Clasificación para la Copa de las Naciones de la OFC 1998
La clasificación para la Copa de las Naciones de la OFC 1998 fue el proceso por el cual se determinaron que equipos disputarían dicho torneo.

## Melanesia
| Equipo             | Pts | PJ | PG | PE | PP | GF | GC | Dif |
| ------------------ | --- | -- | -- | -- | -- | -- | -- | --- |
| Fiyi               | 10  | 4  | 3  | 1  | 0  | 8  | 2  | 6   |
| Vanuatu            | 7   | 4  | 2  | 1  | 1  | 8  | 6  | 2   |
| Islas Salomón      | 7   | 4  | 2  | 1  | 1  | 8  | 7  | 1   |
| Papúa Nueva Guinea | 4   | 4  | 1  | 1  | 2  | 3  | 6  | -3  |
| Nueva Caledonia    | 0   | 4  | 0  | 0  | 4  | 4  | 10 | -6  |

| Fecha                    | Lugar      |                    |                               | Resultado |                               |                    |
| ------------------------ | ---------- | ------------------ | ----------------------------- | --------- | ----------------------------- | ------------------ |
| 5 de septiembre de 1998  | Luganville | Fiyi               | Bandera de Fiyi               | 3:0       | Bandera de Nueva Caledonia    | Nueva Caledonia    |
| 5 de septiembre de 1998  | Luganville | Islas Salomón      | Bandera de Islas Salomón      | 3:1       | Bandera de Papúa Nueva Guinea | Papúa Nueva Guinea |
| 7 de septiembre de 1998  | Luganville | Vanuatu            | Bandera de Vanuatu            | 1:2       | Bandera de Fiyi               | Fiyi               |
| 7 de septiembre de 1998  | Luganville | Papúa Nueva Guinea | Bandera de Papúa Nueva Guinea | 1:0       | Bandera de Nueva Caledonia    | Nueva Caledonia    |
| 8 de septiembre de 1998  | Luganville | Vanuatu            | Bandera de Vanuatu            | 1:1       | Bandera de Papúa Nueva Guinea | Papúa Nueva Guinea |
| 8 de septiembre de 1998  | Luganville | Islas Salomón      | Bandera de Islas Salomón      | 3:2       | Bandera de Nueva Caledonia    | Nueva Caledonia    |
| 10 de septiembre de 1998 | Luganville | Fiyi               | Bandera de Fiyi               | 2:0       | Bandera de Papúa Nueva Guinea | Papúa Nueva Guinea |
| 10 de septiembre de 1998 | Luganville | Vanuatu            | Bandera de Vanuatu            | 3:1       | Bandera de Islas Salomón      | Islas Salomón      |
| 12 de septiembre de 1998 | Luganville | Fiyi               | Bandera de Fiyi               | 1:1       | Bandera de Islas Salomón      | Islas Salomón      |
| 12 de septiembre de 1998 | Luganville | Vanuatu            | Bandera de Vanuatu            | 3:2       | Bandera de Nueva Caledonia    | Nueva Caledonia    |

## Polinesia
| Equipo          | Pts | PJ | PG | PE | PP | GF | GC | Dif |
| --------------- | --- | -- | -- | -- | -- | -- | -- | --- |
| Tahití          | 12  | 4  | 4  | 0  | 0  | 27 | 1  | 26  |
| Islas Cook      | 7   | 4  | 2  | 1  | 1  | 8  | 11 | -3  |
| Samoa           | 6   | 4  | 2  | 0  | 2  | 8  | 7  | 1   |
| Tonga           | 4   | 4  | 1  | 1  | 2  | 5  | 9  | -4  |
| Samoa Americana | 0   | 4  | 0  | 0  | 4  | 3  | 23 | -20 |

| Fecha                   | Lugar  |            |                               | Resultado |                               |                 |
| ----------------------- | ------ | ---------- | ----------------------------- | --------- | ----------------------------- | --------------- |
| 2 de septiembre de 1998 | Avarua | Islas Cook | Bandera de Islas Cook         | 2:1       | Bandera de Samoa              | Samoa           |
| 2 de septiembre de 1998 | Avarua | Tonga      | Bandera de Tonga              | 3:0       | Bandera de Samoa Americana    | Samoa Americana |
| 3 de septiembre de 1998 | Avarua | Tahití     | Bandera de Polinesia Francesa | 5:0       | Bandera de Tonga              | Tonga           |
| 3 de septiembre de 1998 | Avarua | Islas Cook | Bandera de Islas Cook         | 4:3       | Bandera de Samoa Americana    | Samoa Americana |
| 5 de septiembre de 1998 | Avarua | Tahití     | Bandera de Polinesia Francesa | 5:1       | Bandera de Samoa              | Samoa           |
| 5 de septiembre de 1998 | Avarua | Islas Cook | Bandera de Islas Cook         | 2:2       | Bandera de Tonga              | Tonga           |
| 7 de septiembre de 1998 | Avarua | Samoa      | Bandera de Samoa              | 2:0       | Bandera de Tonga              | Tonga           |
| 7 de septiembre de 1998 | Avarua | Tahití     | Bandera de Polinesia Francesa | 12:0      | Bandera de Samoa Americana    | Samoa Americana |
| 8 de septiembre de 1998 | Avarua | Samoa      | Bandera de Samoa              | 4:0       | Bandera de Samoa Americana    | Samoa Americana |
| 8 de septiembre de 1998 | Avarua | Islas Cook | Bandera de Islas Cook         | 0:5       | Bandera de Polinesia Francesa | Tahití          |

## Clasificados a laCopa de las Naciones de la OFC 1998
| Australia | Fiyi | Islas Cook | Nueva Zelanda | Tahití | Vanuatu |
| Australia | Fiyi | Islas Cook | Nueva Zelanda | Tahití | Vanuatu |
| --------- | ---- | ---------- | ------------- | ------ | ------- |

| Predecesor: 1996 | Clasificación para la Copa de las Naciones de la OFC Australia 1998 | Sucesor: Polinesia Francesa 2000 |

- Datos: Q5771595